# 張雲 (正德進士)
張雲（？—？年），广西桂林府臨桂縣人，軍籍。明朝政治人物。

## 生平
正德五年（1510年）庚午科广西乡试舉人，九年（1514年）甲戌科三甲第177名進士，官主事。